# Michaił Bogatyriow
Michaił Bogatyriow, ros. Михаил Богатырёв (ur. 9 lipca 1955) – radziecki kierowca wyścigowy.

## Kariera
W 1979 roku zajął czwarte miejsce w klasyfikacji samochodów turystycznych Pucharu Pokoju i Przyjaźni, został ponadto mistrzem ZSRR. Rok później został wicemistrzem ZSRR. W 1981 roku został mistrzem ZSRR w klasyfikacji samochodów turystycznych do 1300 cm³.